# Fortalesa de Revelin
La Fortalesa de Revelin és una edificació que defensava la part més propera a terra ferma del port de Ragusa, avui Dubrovnik (Croàcia). És quadrada i està prop de la Porta de Ploče.
Fou construïda al segle xvi seguint el disseny de l'arquitecte Anton Ferramollino, enviat per l'almirall Doria (al servei d'Espanya). Per accelerar la construcció es van aturar les obres privades que es feien a la ciutat i tothom va haver de dedicar-se a la construcció d'aquesta fortalesa.